# De avonturen van K3 (animatieserie)
De avonturen van K3 (Frans en Engels: K3) is een Frans-Belgische tekenfilmserie ontwikkeld in Parijs door de Franse animatiestudio Studio 100 Animation in een regie van Eric Cazes. De personages zijn bedacht door Gert Verhulst en Hans Bourlon, de grafische uitwerking komt van Jan Van Rijsselberge, de verhaallijn van Alan Gilbey. De muziek en songteksten komen van Miguel Wiels, Peter Gillis en Alain Vande Putte.

## Verhaal
De animatieserie werd ontwikkeld voor de internationale markt, waar de groep K3 niet bekend is. In de serie, ontwikkeld voor een publiek van zes tot acht jaar oude kinderen beleven drie zangeressen van een popgroep, Kim, Kate en Kylie allerhande avonturen terwijl ze op een wereldtournee zijn met hun tourbus, gestuurd door hun brave chauffeur. De tour, gecoördineerd door hun tourmanager Maxime met wie ze via videoconferentie contact hebben, brengt hen zelfs tot de Bahama's.
Kim, Kate en Kylie beleven in elke aflevering een avontuur. Zo kunnen de sluiting van een weeshuis door geldzuchtige bouwpromotoren die een winstgevender project op de locatie willen neerpoten voorkomen, ze kunnen een dievenbende die juwelen roofde ontmaskeren, een verlegen monstertje in een meer beschermen tegen de nietsontziende jagers die het monster achternazitten. Bij elk verhaal slagen zij er in met hun positieve ingesteldheid en de K3-muzieknummers het probleem op te lossen, en op tijd te zijn voor de show die ze in het kader van hun wereldtournee die dag moeten brengen.

## Productiegeschiedenis
Alan Gilbey kreeg de opdracht in 2009 en leverde eind 2010 een trailer waarmee de animatiereeks werd aangeboden op een aantal televisiebeurzen. De eerste verkopen volgden op de Franse beurs MIPCOM eind 2013. De Franse televisiezender M6 én de Franse betaalzender Télétoon+ plaatsen een bestelling waarmee de financiering voor de eigenlijke ontwikkeling van de reeks verzekerd was. Van begin 2014 tot eind 2015 werkte een team van tot honderd scenaristen, tekenaars en animators aan de serie en werd een eerste seizoen van 52 afleveringen van elk 13 minuten afgewerkt.
De serie werd in Frankrijk al uitgezonden op betaaltelevisie en eveneens door M6 en in Spanje door TV3.
De namen Kim, Kate en Kylie worden zowel in de Franstalige als in de Engelstalige versie behouden. Voor de Vlaamse en Nederlandse markt worden de personages hernoemd naar Klaasje, Hanne en Marthe en zijn het ook Klaasje Meijer, Hanne Verbruggen en Marthe De Pillecyn die de stemmen inspreken. In Vlaanderen wordt de serie uitgezonden door VtmKzoom, in Nederland door RTL Telekids.
In de Nederlandstalige versie zijn verder de stemmen te horen van onder anderen Gert Verhulst, Anke Helsen, Govert Deploige, Britt Van Der Borght, Bert Van Poucke, Vicky Florus, Peter Van De Velde, Maja Van Honsté, Serve Hermans, Walter Baele en Jurgen Stein